# Kolyma (Roman)
Kolyma ist ein Politthriller des britischen Schriftstellers Tom Rob Smith aus dem Jahr 2009. Der englische Originaltitel The Secret Speech spielt auf die Geheimrede Chruschtschows Über den Personenkult und seine Folgen auf dem XX. Parteitag der KPdSU an, in der sich dieser erstmals von seinem Vorgänger Stalin distanzierte und dessen Verbrechen publik machte. In der Folge kommt es im Roman zu einer Reihe von Übergriffen auf ehemalige MGB-Offiziere. Durch die Entführung seiner Tochter wird Leo Demidow erpresst, sich in ein Gulag-Lager an der Kolyma einzuschleusen, um einen Gefangenen zu befreien. Die Handlung schließt an Smiths Erstling Kind 44 an. Der Nachfolger Agent 6 bildet den Abschluss der Trilogie.

## Inhalt
Im Juni 1949 hat der junge MGB-Offizier Leo Demidow seinen ersten Auftrag. Er erschleicht sich das Vertrauen des Priesters Lasar, um diesen zu denunzieren. Einzig für dessen Frau Anisja entwickelt der linientreue Geheimpolizist Gefühle. Um sie vor der Verhaftung zu retten, macht er ihr einen Heiratsantrag. Doch Anisja weist ihn kühl ab, und Leo lässt seine Wut am unbeugsamen Lasar aus, den er brutal zusammenschlägt.
Sieben Jahre später ist Leo Demidow nach der Aufklärung einer Mordserie an Kindern Leiter des ersten Morddezernats in der Sowjetunion. Sein ehemaliger Vorgesetzter Timur Nesterow ist nun sein engster Mitarbeiter und Freund. Seine Frau Raisa hat gelernt, ihn zu lieben, nachdem er sich von seinem Vorleben beim MGB distanziert hat. Auch die vor zwei Jahren adoptierte Elena hat sich in ihre neue Familie eingefunden. Einzig ihre Schwester, die 14-jährige Soja, hasst Leo inbrünstig. Sie macht ihn für die Ermordung ihrer Eltern verantwortlich und phantasiert von einer gewalttätigen Rache.
Die Rede Chruschtschows auf dem XX. Parteitag der KPdSU und seine Kritik am Stalinismus kündigt Reformen in der Sowjetunion und den Beginn der Tauwetter-Periode an. Doch für Leos ehemalige Kollegen beim umfirmierten KGB bricht eine Periode der Angst an, für vergangene Verbrechen zur Rechenschaft gezogen zu werden. Zwei Geheimpolizisten werden in den Selbstmord getrieben. Als auch Krassikow ermordet wird, der Patriarch der Russisch-Orthodoxen Kirche, der so eng mit den sowjetischen Behörden zusammengearbeitet hat, dass er zahlreiche Priester verraten hat, kommt heraus, wer hinter den Racheakten steckt. Es ist Lasars inzwischen aus der Haft entlassene Ehefrau Anisja, die sich nun Frajera nennt und im Lager zur Anführerin einer Verbrecherbande geworden ist, der so genannten „wory w sakone“ oder kurz „wory“.
Frajeras Bande entführt Leos Tochter Soja, um den Vater zu erpressen, Lasar aus dem Gulag Kolyma zu befreien. Mit Unterstützung Frol Panins aus dem Innenministerium lässt sich Leo als Häftling ins Lager einschleusen. Doch Lasar, dessen Verletzungen noch immer nicht verheilt sind, erkennt seinen einstigen Peiniger wieder. Als Priester hat er eine herausgehobene Position im Lager inne und lässt den enttarnten „Tschekisten“ durch seine Mithäftlinge schikanieren. Zudem erfährt Leo von der Ermordung seines Freundes Timur, der ihn unterstützen sollte. Zwischen alle Fronten geraten, trägt er Chruschtschows Rede ins Gulag, um Unruhe zu stiften. Tatsächlich kommt es zur Meuterei und die Wärter werden von den Häftlingen überwältigt. Leo gelingt mit Lasar, der sich ihm anschließt, um seine Frau wiederzusehen, die Flucht, ehe der Aufstand brutal niedergeschlagen wird. Doch in Moskau geht der Gefangenenaustausch schief: Frajera zeigt kein Interesse mehr an ihrem Mann und erschießt ihn, während sie Soja in einem Sack in die Moskwa wirft.
Sechs Monate später ist das Moskauer Morddezernat aufgelöst worden. Nicht zuletzt unter dem Eindruck der Mordserie Frajeras, die Leo nicht verhindern konnte, haben die Traditionalisten im Kreml verlorenes Terrain zurückgewonnen und viele Reformen gestoppt. Leo erfährt von Frol Panin, dass dieser Frajera benutzt hat, um genau diese Wirkung zu erzielen. Und Panin geht noch weiter: Er schürt bewusst innenpolitische Konflikte bei den sowjetischen Bündnispartnern, um ein Eingreifen der Roten Armee zu provozieren und den Abrüstungsplänen Chruschtschows entgegenzuwirken. Abermals greift er hierfür auf die Dienste Frajeras zurück, die derzeit in Ungarn aktiv ist. Als er Leo verrät, dass seine Tochter Soja am Leben ist und an Frajeras Seite kämpft, machen sich Leo und Raisa auf den Weg nach Budapest, wo sie den Ungarischen Volksaufstand miterleben.
Tatsächlich spielt Frajera eine Schlüsselrolle bei den Aufständischen. Doch sie agiert nicht im Auftrag Panins, sondern spielt ihr eigenes Spiel: Sie eskaliert den Aufstand, um eine möglichst blutige Intervention zu erreichen, durch die der Weltöffentlichkeit die Brutalität der Sowjetunion vor Augen geführt werden soll. Ihre ultimative Rache richtet sich nicht bloß gegen die Menschen, die ihr einst Unrecht angetan haben, sondern gegen das ganze Land. An ihrer Seite befinden sich ihr Ziehsohn Malysch und Soja, die sich in den gleichaltrigen Jungen verliebt hat. Als es zum Einmarsch der Sowjetarmee kommt, wird Malysch in den Kämpfen tödlich verwundet. Leo und Raisa gelingt es, mit ihrer Tochter zu fliehen, während sich Frajera selbst opfert, um die Kämpfe möglichst eindringlich photographisch zu dokumentieren.
Zurückgekehrt nach Moskau hat sich das Familienleben der Demidows entspannt. Die psychisch erkrankte Elena gesundet nach der Rückkehr ihrer Schwester wieder, und auch Soja und ihr Adoptivvater sind einander nähergekommen. Panin bietet Leo an, in den KGB zurückzukehren, doch dieser hilft lieber in der Bäckerei aus, die sich unter den Räumen des aufgelösten Morddezernats befindet.

## Rezeption
Nach dem Erfolg des Vorgängers Kind 44 erreichte auch Kolyma die deutschen Bestsellerlisten des Spiegels in der Kategorie Hardcover/Belletristik und später noch einmal Taschenbuch/Belletristik. Die Rezensionen in den deutschsprachigen Feuilletons waren hingegen eher durchwachsen.
Laut Sylvia Staude wagt sich Tom Rob Smith auf ein „schwieriges Thriller-Terrain“, das in seinem Detailreichtum und seiner Plausibilität „beklemmend“ sei. Für Kolja Mensing ist dem Autor „ein weiterer intelligenter Polit-Thriller im historischen Gewand“ gelungen, in dem sich „Verschwörungstheorien, rasante Action und Geschichtslektionen“ abwechseln. Laut Axel Müller entwickelt sich der Roman allerdings nach raffiniertem Beginn „bald zur reinen Kulissenschieberei“. Den Reflexionen der Hauptfigur mangele es an „Tiefgang und Subtilität“, das Ende sei reiner Kitsch. Ähnlich endet für Rainer Moritz „ein ambitionierter Roman, der lange Zeit von erstaunlicher erzählerischer Energie vorangetrieben wird“ in einem kitschigen „Kammerspiel, das politische Rebellion verniedlicht und ins Beziehungsmelodram ausweicht“. Für Ingo Petz fällt Kolyma deutlich gegenüber Smiths Erstling Kind 44 ab. Das Buch bestehe aus „sprachlichen Grobschlächtigkeiten, Unwahrscheinlichkeiten und Charakteren mit dem Psychogramm eines Kartoffelkäfers“. Dichte und Tiefe des Vorgängers seien „Opfer dieses effekthascherischen Knall-Bumm-Peng-Schreibens“. Für den Abschluss der Trilogie wünscht er sich, dass sich der Autor „auf seine alte Form besinnt“.

## Ausgaben
- Tom Rob Smith: The Secret Speech. Simon & Schuster, London 2009, ISBN 978-1-8473-7808-8.
- Tom Rob Smith: Kolyma. Aus dem Englischen von Armin Gontermann. DuMont, Köln 2009, ISBN 978-3-8321-8089-8.

## Hörbücher
- The Secret Speech. Hachette Audio, London 2009, ISBN 978-1-6002-4576-3 (10 CDs, gelesen von Dennis Boutsikaris).
- Kolyma. Lübbe Audio, Bergisch Gladbach 2010, ISBN 978-3-7857-3895-5 (6 CDs, 408 Min., bearbeitete Fassung, gelesen von Bernd Michael Lade).